# Гульянов, Иван Александрович
Иван Александрович Гульянов (1789—1842) — русский дипломат и лингвист-академик (1821); историк, египтолог. Автор опубликованных книг в России (Москва; СПб.) и за рубежом (Париж, Лейпциг). Первым дал анализ Розеттского камня (1804). Оппонент Шампольона; автор собственной иероглифической азбуки. Использовал псевдонимы «Th. Ausonioli» (F. Avzonioli) и «Naiv Lugovian».

## Деятельность
Борис Тураев называет его русским греком. Служил в министерстве иностранных дел при разных миссиях (с 1805). В 1821 г. избран членом Российской академии. Почётный член СПбАН c 21.11.1841 по отделению русского языка и словесности.
Был среди тех, кто полемизировал с Шампольоном (немцы Ф.-А. Шпон, Зейфарт; итальянец Сальволини; петербургский академик Клапрот), попытки которых остались безуспешными. Ученик Шампольона, Осип Сенковский, писал, что «Гульянов оспаривал основательность нашей системы и предлагал другой, им самим придуманный способ чтения иероглифов, по которому смысл данного текста выходит совершенно противный тому, какой получается, читая его по Шампольону», и что изобретённая Гульяновым иероглифическая азбука была отвергнута именно по причине своей простоты (нехитрости).
Был знаком с А. С. Пушкиным, адресат его стихотворения «Ответ анониму» («О, кто бы ни был ты, чьё ласковое пенье…»).

## Труды
- Th. Ausonioli (Goulianoff). «Analyse de l’inscription hiéroglyphique du monument de Rosette» (Дрезден, 1804; 2-е издание вышло во Флоренции)
- «Исследование образования языков и единства их разума» (СПб.; Императорская типография, 1812)[5]
- «Discours sur l’étude fondamentale des langues» (Париж, 1822; гугл-скан)
- «Opuscules archeographiques, par Th. Ausonioli» (Париж, 1824; гугл-скан) — разбор системы чтения иероглифов Шампольона.
- «Essai sur les hiéroglyphes d’Horapollon et quelques mots sur la cabale» (Париж, 1827; гугл-скан Архивная копия от 23 апреля 2021 на Wayback Machine)
- «3амечания о Дендерском зодиаке» (М., 1831)[6]
- «Archéologie Egyptienne» (Лпц., 1839; том 1; т. 2; т. 3)

В 1824 году было заявлено о создававшемся труде из нескольких томов «Etude d’homme dans la manifestation de ses facultés», с отдельным томом в 500—600 страниц на тему универсального алфавита. Это сочинение не издавалось.